# Arytropteris pondo
Arytropteris pondo är en insektsart som beskrevs av Rentz, D.C.F. 1988. Arytropteris pondo ingår i släktet Arytropteris och familjen vårtbitare. Inga underarter finns listade i Catalogue of Life.